# Station Anvin
Station Anvin is een spoorwegstation in de gemeente Anvin in het Franse department Pas-de-Calais.

## Treindienst
| Serie | Treinsoort | Route                                                       | Bijzonderheden |
| ----- | ---------- | ----------------------------------------------------------- | -------------- |
| P 53  | TER (SNCF) | Arras – Saint-Pol-sur-Ternoise – Anvin – Étaples-Le Touquet |                |